# Augustin-Oudart Justinat
Augustin-Oudart Justinat, né en 1663, mort le 12 mars 1743, était un peintre français.

## Biographie
Il fut membre de l’Académie de Saint-Luc et peintre de la cour de Louis XV.

## Œuvres
- Portrait de Louis XV dauphin.
- Portrait d'Aniaba.
- Portrait de Louis-Antoine, cardinal de Noailles[3].